# Teddy Pendergrass
Theodore DeReese Pendergrass, mais conhecido como Teddy Pendergrass (Kingstree, 26 de março de 1950 – Bryn Mawr, 13 de janeiro de 2010) foi um cantor e compositor norte-americano de soul, rhythm and blues e disco. Foi o primeiro artista afro americano a ter 5 discos de platina consecutivos.

## Biografia
Teddy Pendergrass começou a carreira como baterista, mas ficou famoso na década de 1970 ao tornar-se vocalista do grupo Harold Melvin & the Blue Notes, que teve sucessos como "If You Don't Know Me by Now" e "I Miss You". Depois de deixar o Blue Notes para iniciar uma carreira solo, ele lançou várias baladas românticas de sucesso que foram vistas por seus fãs como afrodisíacos musicais. Seus sucessos solo, marcados por sua voz macia de barítono e seu jeito sensual de cantar, incluíram "I Don't Love You Anymore", "Close the Door", "Turn off the Lights" e "Love TKO". Em 1982, Pendergrass sofreu um acidente com seu automóvel Rolls-Royce na Filadélfia, que o deixou paraplégico. Ele retomou as gravações no ano seguinte com o álbum "Love Language" e retornou ao palco, cantando em sua cadeira de rodas no concerto Live Aid, em 1985. Em 1998 ele fundou a Aliança Teddy Pendergrass para beneficiar as vítimas de lesões da espinha.
Entre 1985 e 1997, Teddy Pendergrass lançou mais cinco álbuns de estúdio e fez shows ocasionais. Chegou a gravar um filme-concerto em 2002, que pode ser visto na íntegra no Youtube. Em 2009, foi diagnosticado com câncer de cólon, e morreu em 13 de janeiro de 2010, aos 59 anos.

## Discografia

### Álbuns
- Teddy Pendergrass (1977)
- Life Is a Song Worth Singing (1978)
- Teddy (1979)
- TP (1980)
- It's Time for Love (1981)
- This One's for You (1982)
- Heaven Only Knows (1983)
- Love Language (1984)
- Workin' It Back (1985)
- Joy (1988)
- Truly Blessed (1991)
- A Little More Magic (1993)
- You and I (1997)
- This Christmas (I'd Rather Have Love) (1998)